# Suka Menang
Suka Menang is een bestuurslaag in het regentschap Muara Enim van de provincie Zuid-Sumatra, Indonesië. Suka Menang telt 2710 inwoners (volkstelling 2010).